# Festa Major de les Roquetes
La Festa Major de les Roquetes se celebra la tercera setmana de juny al barri de Roquetes, al districte de Nou Barris de Barcelona. La Comissió de Festa Major de les Roquetes munta un gran programa d'activitats la tercera setmana de juny, amb la col·laboració d'entitats, veïns i comerciants. Durant una setmana les places i carrers més cèntrics acullen actuacions musicals, àpats populars, teatre, torneigs esportius, tallers, conferències i balls de festa major.